# Serrejón (kommunhuvudort)
Serrejón är en kommunhuvudort i Spanien.   Den ligger i provinsen Provincia de Cáceres och regionen Extremadura, i den centrala delen av landet, 190 km väster om huvudstaden Madrid. Serrejón ligger 340 meter över havet och antalet invånare är 490.
Terrängen runt Serrejón är platt åt nordost, men åt sydväst är den kuperad.Runt Serrejón är det mycket glesbefolkat, med 3 invånare per kvadratkilometer. Närmaste större samhälle är Majadas, 14,8 km norr om Serrejón. Omgivningarna runt Serrejón är huvudsakligen savann.